# Coelichneumon gargawensis
Coelichneumon gargawensis là một loài tò vò trong họ Ichneumonidae.